# Brzeszczotek czarny
Brzeszczotek czarny, brzeszczotek afrykański (Xenomystus nigri) – gatunek słodko- i słonawowodnej ryby z rodziny brzeszczotkowatych (Notopteridae). Jedyny przedstawiciel rodzaju Xenomystus. Bywa hodowany w akwariach domowych.

## Występowanie
Występuje w wodach słonawych i słodkich przybrzeżnych obszarów dorzecza zlewiska Atlantyku Afryki Zachodniej i Centralnej (Sierra Leone, Liberia, Togo, Benin i Kamerun). Występuje również w wodach dorzecza Jeziora Czad, Nilu, Konga i dorzecza rzeki Niger. Preferuje miejsca bogate w roślinność.

## Charakterystyka
Ciało bocznie spłaszczone, wyglądem przypominające ostrze noża (stąd inna nazwa - ryba nóż Starego Świata).
Barwa ciemnoszara po kolor ciemnobrązowy. Strona brzuszna jaśniejsza.  Przez grzbiet przebiega podłużny, ciemny pasek. Płetwa odbytowa jest silna, rozciąga się od płetw piersiowych i biegnie wzdłuż ciała aż do końca, przechodząc w płetwę ogonową. Brak płetwy grzbietowej, płetwy brzuszne słabe. Oczy duże w stosunku do proporcji ciała, mogące zapewnić dobrą widoczność w nocy. W okolicach dużego pyska widoczna jest para czułków. Dorasta do 20 cm długości (max. 30 cm).
Prowadzi nocny tryb życia. Gatunek agresywny, szczególnie wobec przedstawicieli swego gatunku. Posiada organ umożliwiający mu pobieranie powietrza z atmosfery, przez co od czasu do czasu wypływa na powierzchnię wody. Wykorzystuje do tego celu specjalnie przystosowany pęcherz pławny, który pełni funkcję pomocniczego narządu oddechowego, obok skrzeli.

## Warunki w akwarium
| Zalecane warunki w akwarium | Zalecane warunki w akwarium                              |
| --------------------------- | -------------------------------------------------------- |
| Zbiornik                    | duży                                                     |
| Temperatura wody            | 22–28°C                                                  |
| Twardość wody               |                                                          |
| Skala pH                    | 6–8                                                      |
| pokarm                      | mięsny (robaki, skorupiaki, owady, ślimaki)              |
| Uwagi                       | akwarium przyciemnione, z kryjówkami wśród skał i roślin |

## Wymagania hodowlane
Akwarium powinno być wyposażone w kryjówki dla innych ryb, szczególnie z tego samego gatunku. Ryby te lubią przebywać wśród roślin z rodzaju Ceratopteris, Lemna, Pistia, Riccia i Salvinia.

## Tarło
W okresie tarła tułów samca przybiera barwę ciemnobrązową, przechodzącą w czerwonopurpurową. Na płetwie odbytowej widoczne są barwy oliwkowozielone. Samica składa ok. 200 sztuk ikry.